# Robert Allen Dyer
Robert Allen Dyer, né le 21 septembre 1900 à Pietermaritzburg, Afrique du Sud, décédé le 26 octobre 1987  à Johannesburg, Afrique du Sud, est un botaniste sud-africain.